# NGC 4429
NGC 4429 is een spiraalvormig sterrenstelsel in het sterrenbeeld Maagd. Het hemelobject ligt 53 miljoen lichtjaar van de Aarde verwijderd en werd op 15 maart 1784 ontdekt door de Duits-Britse astronoom William Herschel.

## Synoniemen
- UGC 7568
- MCG 2-32-61
- ZWG 70.93
- VCC 1003
- IRAS 12249+1123
- PGC 40850